# Фридрих Вилхелм фон Вицлебен
Фридрих Вилхелм фон Вицлебен (на немски: Friedrich Wilhelm von Witzleben; * 25 ноември 1714 във Волмирщет, част от Кайзерпфалц в Саксония-Анхалт; † 7 април 1791 във Волмирщет) от стария благороднически род фон Вицлебен от Тюрингия е господар на Волмирщет в Саксония-Анхалт и главен дворцов-майстер в Саксония-Вайсенфелс.
Той е най-големият син на Хартман Лудвиг фон Вицлебен (1676 – 1735) и съпругата му Флорентина Катарина фон Геузау-Хайгендорф (1689 – 1762).

## Фамилия
Фридрих Вилхелм фон Вицлебен се жени 1739 г. в Щедтен с Шарлота Доротея фон Пфул. Те имат децата:	
- Карл (1742 – 1820)
- Вилхелмина Доротея (1748 – 1826), омъжена I. 1765 г. с Герлах Адолф фон Мюнххаузен (1739 – 1778), господар на Щайнбург и Тауфхарт, II. с Ханс Кристиан Фридрих фон Хаген

Фридрих Вилхелм фон Вицлебен се жени втори път 1753 г. във Волфсбург за графиня Кристина Амалия фон дер Шуленбург (* 6 ноември 1732; † 1781), дъщеря на генерал-лейтенант граф Адолф Фридрих фон дер Шуленбург (1685 – 1741) и Анна Аделхайд Катарина фон Бартенслебен (1699 – 1756). Те имат децата:
- Фридрих Лудвиг фон Вицлебен (* 9 май 1755, Волмирщет; † 16 март 1830, Касел), лесничей, министър, писател, женен на 31 декември 1782 г. в Диленбург за фрайин София Маргарета Луиза фон Пройшен фон и цу Либенщайн (1761 – 1863)
- Фридерика Амалия (1762 – 1814), омъжена 1792 г. с Фридрих Георг фон Графен
- Георг Хартман фон Вицлебен (* 23 септември 1766, Волмирщет; † 15 септември 1841, Рослебен), пруски таен съветник и др.-юрист, женен I. 1797 г. за фрайин Вилхелмина фон Зекендорф (1769 – 1812), II. 1820 г. в Обервидерщет за Каролина фон Вицлебен (1787 – 1860), дъщеря на брат му Фридрих Лудвиг фон Вицлебен
- Август фон Вицлебен (1768 – 1821)
- Кристиана (1770 – 1818)